# Vrbica (Wojwodina)
Vrbica (cyr. Врбица) – wieś w Serbii, w Wojwodinie, w okręgu północnobanackim, w gminie Čoka. W 2011 roku liczyła 238 mieszkańców.